# Engelsberg
Engelsberg è un comune tedesco di 2 697 abitanti, situato nel land della Baviera.